# Blue Stahli
Blue Stahli je jednočlenný hudební projekt pocházející z Detroitu. V roce 2007 jej založil multiinstrumentalista Bret Autrey. Hudba Blue Stahli se vyznačuje agresivní elektrickou kytarou, rychlými rytmy, breakbeaty, melodickými vokály a množstvím efektů. Pohybuje se tak na rozhraní alternativního metalu, elektronické a industriální hudby.

## Diskografie

### Studiová alba
| Rok  | Název                             |
| ---- | --------------------------------- |
| 2006 | Darkeworld Project One            |
| 2008 | Antisleep Vol. 01                 |
| 2011 | Blue Stahli                       |
| 2011 | Antisleep Vol. 02                 |
| 2012 | Blue Stahli Instrumentals         |
| 2012 | Antisleep Vol. 03                 |
| 2013 | B-Sides and Other Things I Forgot |
| 2015 | The Devil                         |
| 2020 | Quartz                            |
| 2020 | Copper                            |
| 2021 | Obsidian                          |